# Rivau (zámek)
Zámek Rivau (francouzsky Château du Rivau) se nachází nedaleko francouzského města Chinon. Rivau je jedna z nejvýznamnějších památek v oblasti Touraine. Stavba sloužila jako zámek i jako pevnost. Zámek Rivau byl opevněn v 15. století a přestavěn v době renesance. Je zmiňován v Rabelaisově románu Gargantua a Pantagruel. Vzhledem k blízkosti řeky Loiry může být řazen mezi tzv. zámky na Loiře
V roce 1429, ke konci stoleté války, si zde Jana z Arku a její družina doplnili před tažením k Orléansu svou výstroj. Oblast byla totiž v té době známa kvalitou dodávané výzbroje a válečných koní. Kapitán krále Františka I. nechal v roce 1510 postavit monumentální zámecké stáje, které sloužily pro dodávky do královských stájí.
Noví vlastníci zámku uskutečnili v roce 1992 velkou kampaň za záchranu zámku, stájí a vinice. Celý komplex byl pro svou jedinečnost v regionu prohlášen za „Monument historique“, což je ve Francii označení pro památky velkého historického či architektonického významu.
K zámku náleží také 12 nově navržených zahrad, které připomínají středověké zahradnické umění. Tyto zahrady hostí stálé či dočasné výstavy současného umění.

## Pohádkové zahrady
12 zahrad zámku Rivau je na seznamu významných francouzských zahrad (Jardin remarquable). Zahrady zámku Rivau jsou inspirované pohádkami a legendami a zvou návštěvníky na úžasnou cestu fantazií. V zahradách je k vidění sbírka více než tří set růží od tak slavných pěstitelů jako například Andre Eve nebo David Austin. Zámecké zahrady jsou známé také díly současných sochařů (Fabien Verschaere, Cat Loray, Jerôme Basserode, Frans Krajcberg nebo Philippe Ramette).

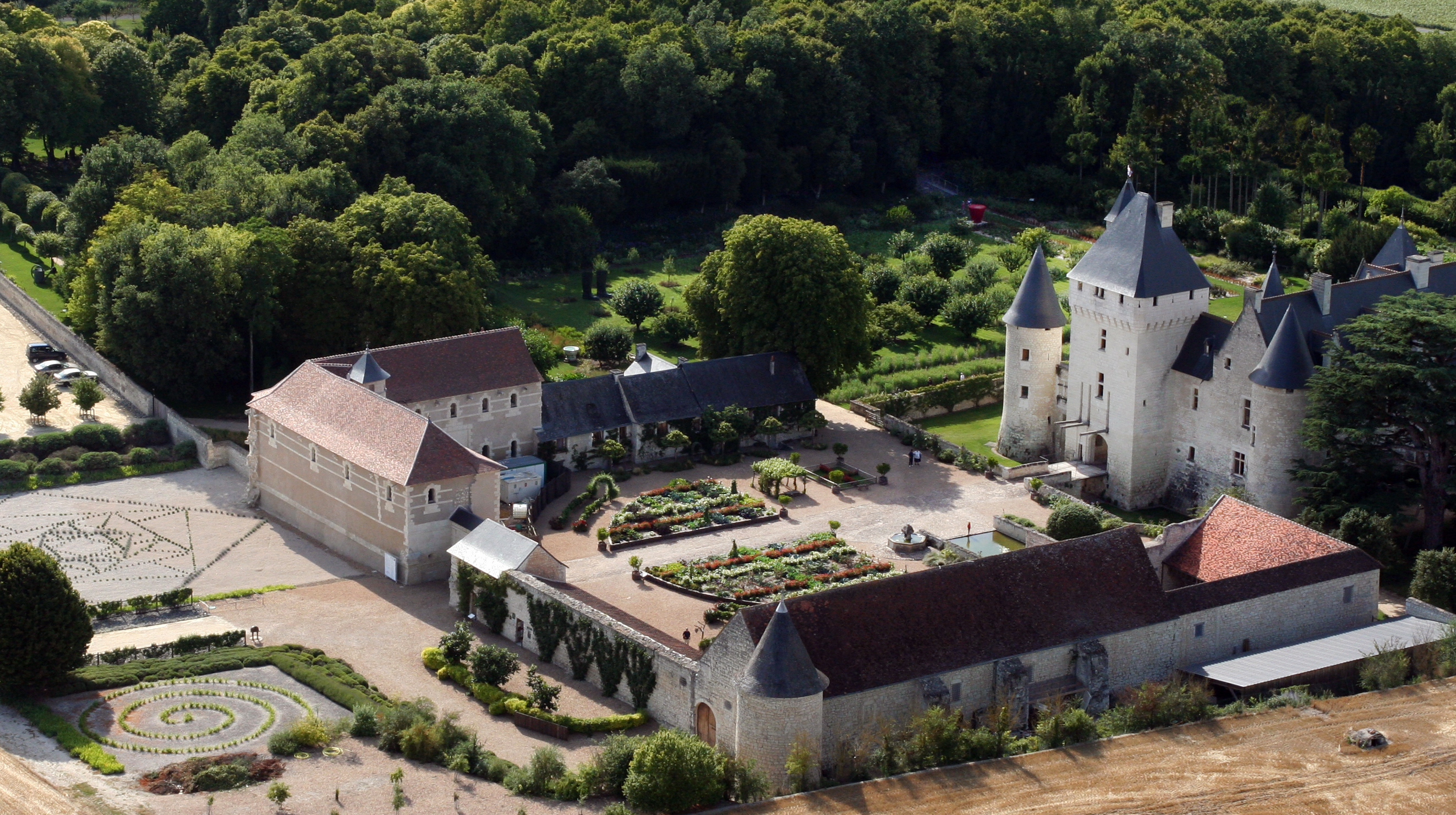
Château du Rivau

## Zámek a zahradní galerie

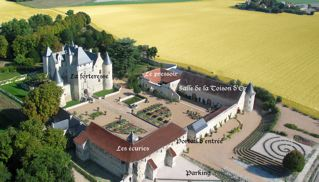
Letecký pohled na zámek v létě
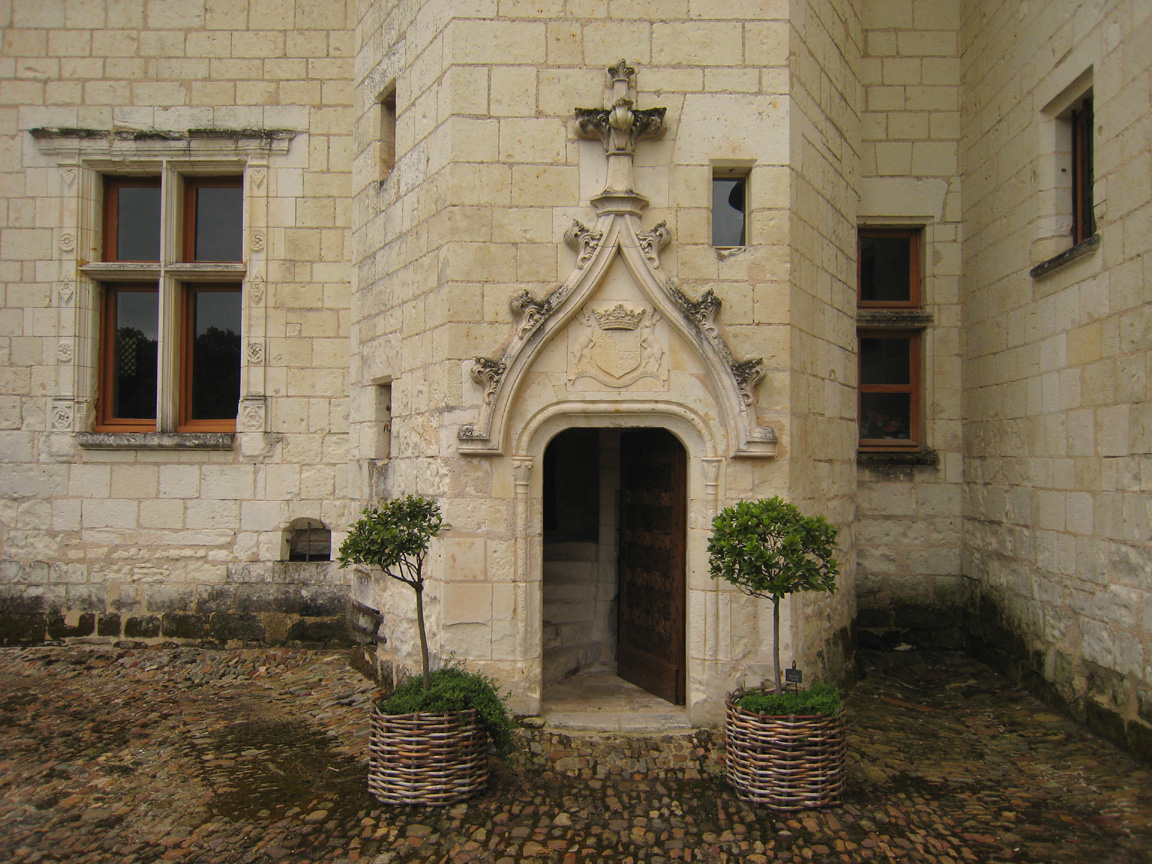
Vstup do zámku
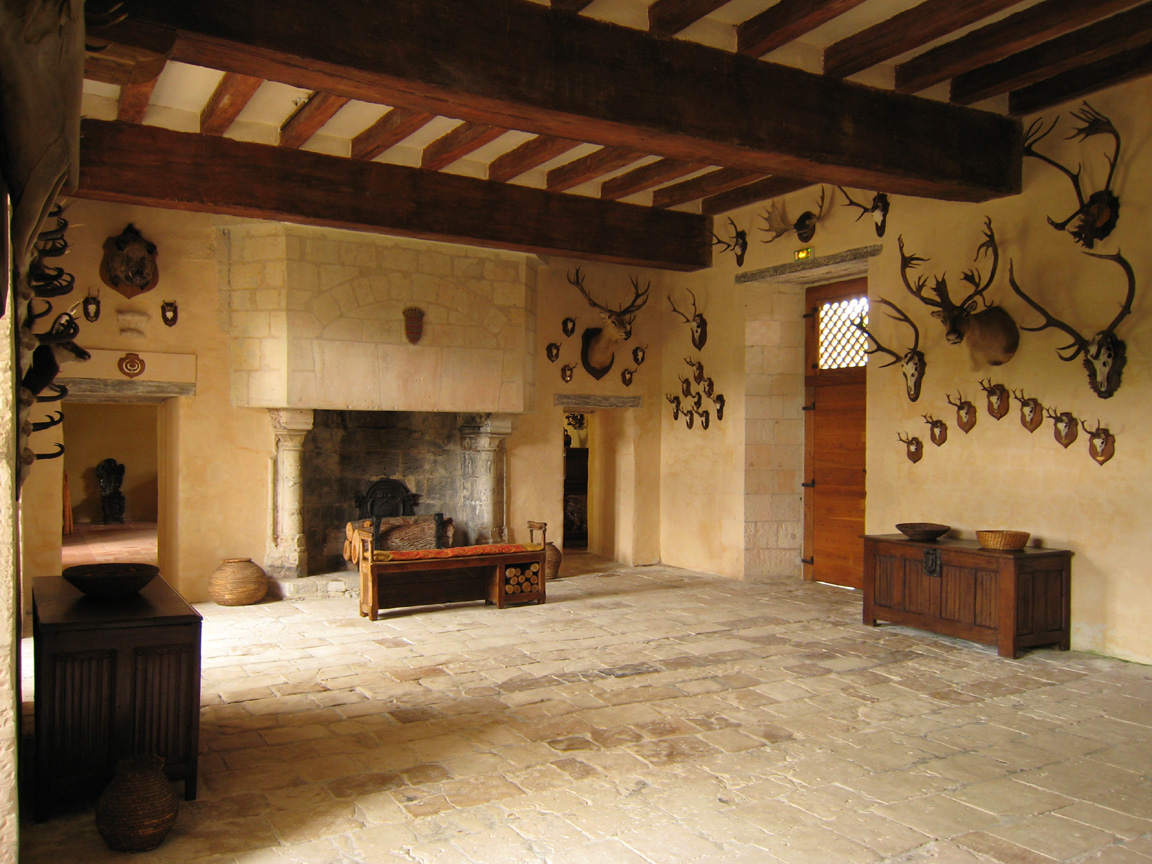
Velká zámecká hala
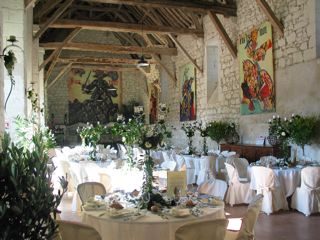
Golden Flease Room, Chateau du Rivau